# Texas Jack Omohundro
Texas Jack Omohundro, właściwie John Baker Omohundro (ur. 26 lipca 1846 na fermie Pleasure Hill blisko Palmyra w stanie Wirginia, zm. 28 czerwca 1880 w Leadville w stanie Kolorado) – amerykański kowboj i zwiadowca Dzikiego Zachodu, po części Indianin Powhatan, później aktor w podróżującym spektaklu teatralnym „Buffalo Bill” Cody’ego z udziałem słynnych autentycznych figur Dzikiego Zachodu zarówno wodzów Indiańskich, jak i białych zwiadowców, przyjaciel Dzikiego Billa Hickoka, pomimo tego, że służyli po przeciwnych stronach podczas wojny secesyjnej.
Urodzony w rodzinie Johna B. i Catherine Omohundro, jako nastolatek opuścił strony rodzinne i udał się do Teksasu, aby stać się kowbojem. Ponieważ był małoletni, nie udzielono mu zgody na wstąpienie w 1861 do armii Konfederacji, ale mógł dla niej pełnić rolę cywilnego zwiadowcy i kuriera. Od 1864 służył pod dowództwem Generała Jeba Stuarta, gdzie zasłynął legendarnymi czynami zwiadowczymi.
Przezwany Teksas Jackiem został przez wdzięcznych mieszkańców stanu Tennessee ok. 1869, po powołaniu i osobistym sfinansowaniu długodystansowego spędu bydła z Teksasu tamże, m.in. odpierając po drodze ataki Indian, wskutek których śmierć w obronie stada poniosło szereg jego towarzyszy. Tennessee wtedy głodowało z powodu suszy, jak i zapewne Indianie.
Zmarł niespodziewanie na miesiąc przed 34. urodzinami 28 czerwca 1880 na zapalenie płuc w górskim, górniczym Leadville, sławnym miasteczku gorączki srebra na Dzikim Zachodzie. Omohundro nie szukał tam srebra, lecz był to przystanek na tournée estradowym, które odbywał wraz z żoną, baletnicą i aktorką Josephine Morlacchi. Pochowano go na miejscowym cmentarzu, Evergreen Cemetery. Buffalo Bill uczcił swojego starego przyjaciela podczas komemoracji 5 września 1908, kiedy to zainstalowano ufundowany przez niego marmurowy nagrobek, zachowany i pielęgnowany do dziś, w dodatku do pierwotnego, opiewającego jego służbę w jednostce armii Konfederacji.
Pośmiertnie Omohundro został wcielony do National Cowboy Hall of Fame w Oklahoma City i otrzymał nagrodę za całokształt dorobku jako pracujący kowboj i aktor, „Wrangler Award in the Hall of Great Western Performers”.